# Graz Challenger 1988
Il Graz Challenger 1988 è stato un torneo di tennis facente parte della categoria ATP Challenger Series nell'ambito dell'ATP Challenger Series 1988. Il torneo si è giocato a Graz in Austria dal 28 marzo al 3 aprile 1988 su campi in cemento indoor.

## Vincitori

### Singolare
Alex Antonitsch ha battuto in finale  Thomas Muster con il punteggio di 6–3, 6–4

### Doppio
Denys Maasdorp /  Torben Theine hanno battuto in finale  Stanislav Birner /  Alessandro De Minicis con il punteggio di 6–4, 6–4